# Агульський район
Агульський район — район на півдні Дагестану, місце компактного проживання агулів.
Адміністративний центр — село Тпіг (близько 2700 мешканців).

## Географія

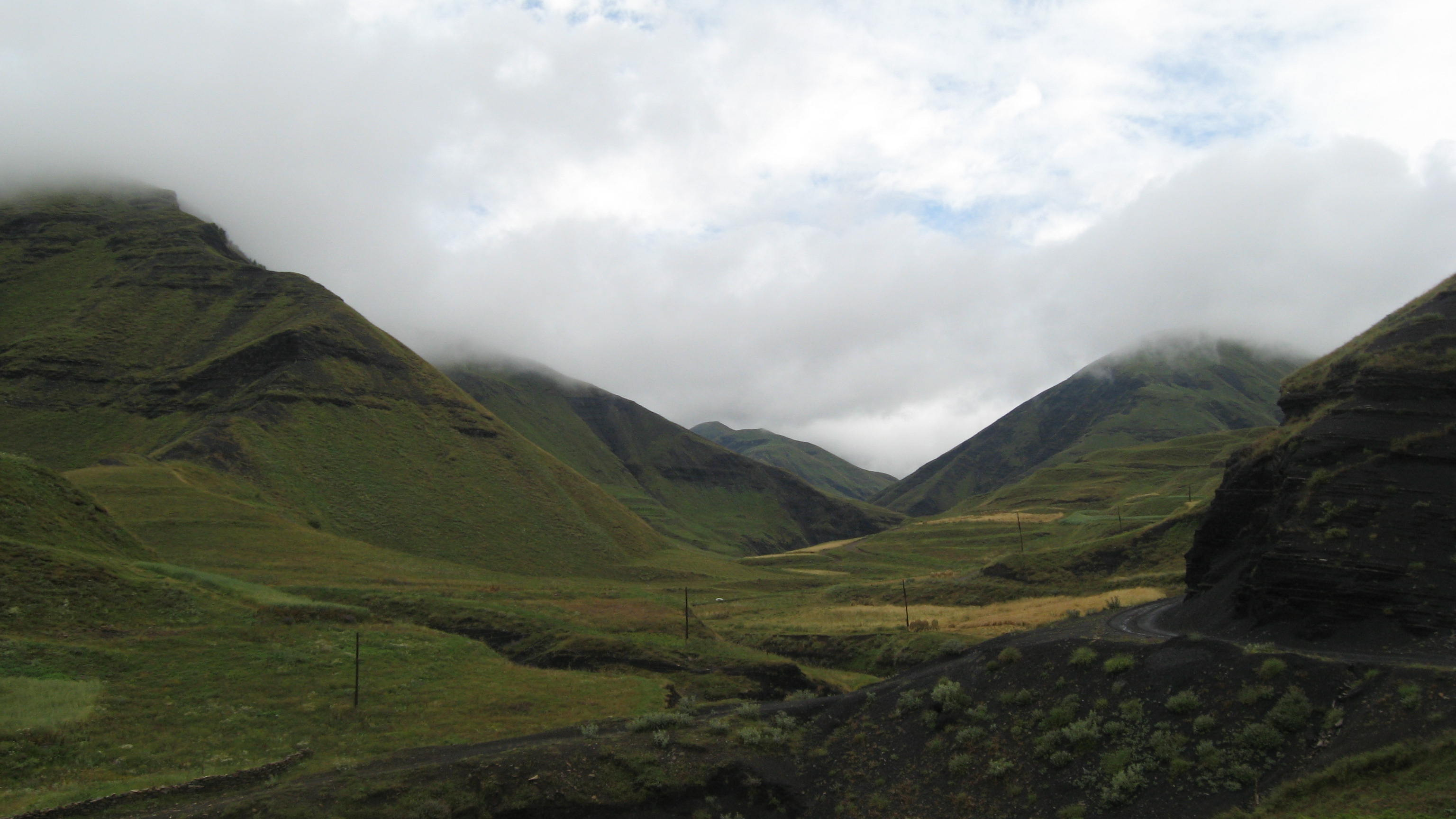
Гори в Агульському районі

Площа території району 778 км². Межує з: Кулінським, Кайтазьким, Дахадаєвським, Хівським, Курахським та Рутульським районами.

## Населення
Населення району становить 11 204 осіб (2010).
Національний склад населення за даними перепису 2010 р.
- агули — 92,5%
- лезгини — 5,9%
- інші — 0,6%

## Адміністративний поділ
До району належать 19 населених пунктів. У більшості з них проживають агули, а в селах Амух, Чіраг і Шарі мешкають даргінці. В неїснуючому сьогодні селі Анклух також мешкали даргінці.

## Населені пункти
- Амух
- Анклух (вже не існує)
- Арсуг
- Бедюк
- Буркіхан
- Буршаг
- Гоа
- Дулдуг
- Дуруштул (вже не існує)
- Кураг
- Міссі
- Річа
- Тпіг (районний центр)
- Фіте
- Худіг
- Хутхул
- Цірхе
- Чіраг
- Шарі
- Яркуг